# Periclavament

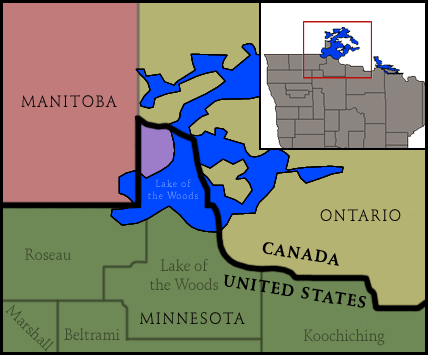
El "Northwest Angle" (de color morat) a Minnesota, fent frontera amb Manitoba, Ontario, i el "Lake of the Woods"

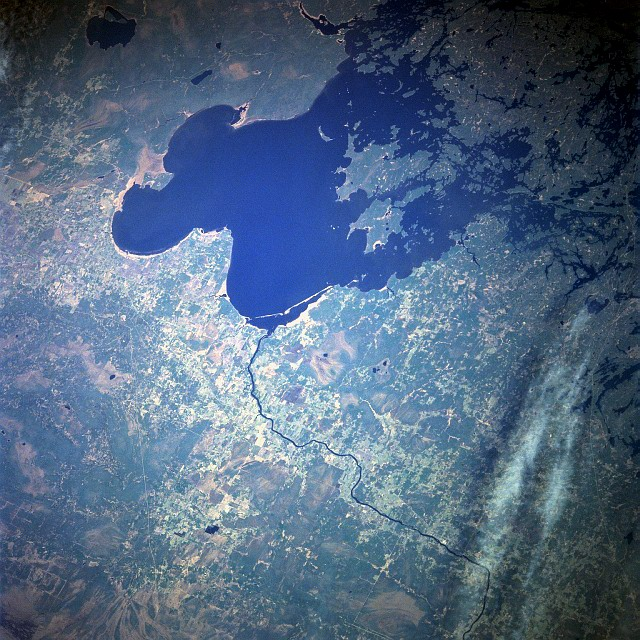
El "Northwest Angle" des de l'espai

En geografia política un periclavament és una part del territori sense discontinuïtat física d'un estat o territori determinat (per terra, o per l'aigua), però a la qual no es pot accedir sense travessar un territori estranger.

## Os de Civís
Un exemple de periclavament és el poble d'Os de Civís (o també Aós de Civís) situat a la vall d'Aós, que és part de la coma de Setúria, formada per la conca del riu d'Aós, tributari de la Valira. Geogràficament la vall d'Aós és al vessant andorrà, però administrativament sempre ha format part de Catalunya (municipi de Valls de Valira) i els seus límits no han estat mai disputats. Només es pot accedir a Os de Civís per carretera des de Sant Julià de Lòria, en territori d'Andorra, i la comunicació directa amb la resta del municipi, que es troba al vessant català de la Valira, és a través del coll de Conflent, de 2.150 m d'altitud.

## Northwest Angle
Un altre exemple -clàssic - de periclavament, és el territori nord-americà conegut com a Northwest Angle, separat de la resta dels Estats Units d'Amèrica pel Lake of the Woods, un llac que pertany a les províncies canadenques de Manitoba i Ontario, i a l'Estat de Minessota dels EUA. Des de territori nord-americà només es pot accedir al "Northwest Angle" travessant el llac, o passant prèviament per la frontera del Canadà. Llevat d'Alaska, el "Nortwest Angle" és la part més septentrional del territori dels EUA.
Un cop dins del territori del "Northwest Angle", els viatgers han d'entrar a la guixeta del pas fronterer de Jim's Corner, i informar el servei duaner dels EUA per videotelèfon. Abans de sortir, s'ha de fer el mateix amb el servei duaner del Canadà.
El "Nortwest Angle" és fruit d'un error històric en la definició dels límits territorials entre els EUA i el Canadà al tractat de París de 1783 que va posar fi a la Guerra d'Independència dels Estats Units

## Point Roberts
Un cas similar és el de Point Roberts una comunitat no-incorporada del comtat de Whatcom (és a dir administrada directament pel comtat), a l'Estat de Washington als Estats Units.
Situat a la punta sud de la península de Tsawwassen, Point Roberts es troba envoltada al nord per la Columbia-Britanica canadenca i pels altres costats per les aigües territorials nord-americanes; és doncs impossible unir-la per via terrestre des dels Estats Units sense passar pel Canadà.

## Jungholz
Un altre cas de periclavament és la petita població de Jungholz, que pertany al districte de Reutte (Tirol, Àustria), però que només és accessible per carretera des d'Alemanya, per això, forma part del sistema duaner alemany.